# Florin Segărceanu
Florin Segărceanu, né le 29 mars 1961 à Bucarest, est un joueur de tennis roumain.
Il a été capitaine de l'équipe de Roumanie de Coupe Davis de 2006 à 2008, remplacé par Andrei Pavel. Il a lui-même joué dans l'équipe entre 1978 et 1991 et dans le groupe mondial avec Ilie Năstase jusqu'en 1984. En 2017, il remplace ce dernier à la tête de l'équipe de Roumanie de Fed Cup.
Sur le circuit, il a remporté un tournoi en double pour 6 finales jouées. En simple, il atteint son meilleur classement, une 73e place après une demi-finale à Tampa et Venise. Il a remporté des tournois Challenger à Brescia en 1982 et Istanbul en 1985 et 5 en double.

## Palmarès

### Titre en double messieurs
| No | Date       | Nom et lieu du tournoi               | Catégorie | Dotation | Surface         | Partenaire   | Finalistes                | Score    |  |
| -- | ---------- | ------------------------------------ | --------- | -------- | --------------- | ------------ | ------------------------- | -------- |  |
| 1  | 24-10-1983 | Tournoi de tennis de Cologne Cologne |           | 75 000 $ | Moquette (int.) | Nick Saviano | Paul Annacone Eric Korita | 6-3, 6-4 |  |

### Finales en double messieurs
| No | Date       | Nom et lieu du tournoi                 | Catégorie    | Dotation  | Surface      | Vainqueurs                 | Partenaire        | Score         |  |
| -- | ---------- | -------------------------------------- | ------------ | --------- | ------------ | -------------------------- | ----------------- | ------------- |  |
| 1  | 10-10-1983 | Swiss Indoor Championships Bâle        |              | 100 000 $ | Dur (int.)   | Pavel Složil Tomáš Šmíd    | Stefan Edberg     | 6-1, 3-6, 7-6 |  |
| 2  | 14-05-1984 | BMW Open Munich                        |              | 75 000 $  | Terre (ext.) | Boris Becker Wojtek Fibak  | Eric Fromm        | 6-4, 4-6, 6-1 |  |
| 3  | 14-10-1985 | Tournoi de tennis de Tel Aviv Tel Aviv |              | 80 000 $  | Dur (ext.)   | Brad Gilbert Ilie Năstase  | Michael Robertson | 6-3, 6-2      |  |
| 4  | 24-07-1989 | MercedesCup Stuttgart                  |              | 275 000 $ | Terre (ext.) | Petr Korda Tomáš Šmíd      | Cyril Suk         | 6-3, 6-4      |  |
| 5  | 06-08-1990 | Czechoslovak Open Prague               | World Series | 148 400 $ | Terre (ext.) | Vojtěch Flégl Daniel Vacek | George Cosac      | 5-7, 6-4, 6-3 |  |